# 点火集团
点火集团，又稱Ignitis集團，原名立陶宛能源集團（Lietuvos Energija UAB），是一家位于立陶宛的国有能源控股公司，總部位於首都維爾紐斯。旗下子公司的業務包括發電、供熱、天然氣交易及分配等服務。
集團股份主要由立陶宛財政部持有，董事會主席和執行長為大流士‧邁克什特納斯（Darius Maikštėnas）。
Ignitis集團於2020年10月7日進行首次公開發行，股票已於維爾紐斯證券交易所和倫敦證券交易所上市交易。

## 历史
立陶宛能源集團成立於1991年，為該國經垂直整合的國有企業，擁有並提供立陶宛除伊格納利納核電廠外的所有電力和供熱服務。1997年，該公司註冊為立陶宛能源集團（Lietuvos Energija AB），部分所有權私有化，其中政府保留86.5％的股份，8.5％股份私有化予公司員工，5％股份予瑞典能源集團大瀑布電力公司。2002年，旗下的電力公司AB Lietuvos Elektrinė、馬熱伊基艾發電和配電網路公司RST（Rytų skirstomieji tinklai – 東部電網公司）、VST（Vakarų skirstomieji tinklai – 西部電網公司）脫離母公司立陶宛能源集團。2007年，立陶宛能源集團收購克萊佩達地熱示範發電廠所有者UAB Geoterma的股份。
2008年，立陶宛能源公司被转移到新成立的能源控股公司立陶宛电力公司的名下。立陶宛电力公司于2010年解散后，立陶宛能源公司成为维萨吉纳斯核电站公司的子公司。同年，该公司收购了立陶宛发电厂， 这是UAB维萨吉纳斯核电站公司的另一个子公司。2012年9月，传输系统运营商光网集团和电力市场运营商巴尔特普尔从立陶宛能源公司中分离出来，并分拆给了国有企业EPSO-G。
2013年，立陶宛能源公司更名为立陶宛能源生产公司，其母公司UAB维萨吉纳斯核电站公司更名为立陶宛能源公司。
2017年10月，立陶宛能源公司从维尔纽斯供热网络收购了维尔纽斯联合热电厂。2018年，立陶宛能源公司收购了立陶宛风力公园运营商UAB Vejo vatta和UAB Vejo Gusis，拥有34兆瓦的风力发电机组。该公司还在波兰收购了一个50兆瓦的风电场项目。
2019年9月5日，立陶宛能源公司更名为点火集团，其他子公司也相应更名。

## 营运
立陶宛能源生产公司（点火集团拥有其96.82%的股权）拥有埃萊克特倫艾发电厂、克魯尼抽水蓄能厂、考那斯水力发电厂和维尔纽斯联合热电厂。